# Nebelung
Nebelung je původem americké plemeno kočky vyšlechtěné z ruské modré kočky. O vyšlechtění plemene se v 80. letech 20. století zasloužila americká chovatelka Cora Cobbová. Jako první nebelung je uváděn kocour Siegfried, jenž se narodil domácí kočce jejího syna a jako jediné kotě z vrhu měl dlouhou srst. Roku 1986 se spářil se svou sestrou z následujícího vrhu, jež dostala jméno Brunhilda, a narodila se jim modrá koťata. Po sepsání plemenného standardu společně s odborníkem z The International Cat Association (TICA) byl nebelung touto organizací uznán jako nové plemeno v roce 1987, další velké organizace, jako Fédération Internationale Féline či Cat Fanciers' Association, však plemeno neuznávají. Název nebelung pochází z němčiny a znamená mlžná bytost.
Nebelung je středně velká kočka vážící průměrně 2,25–5 kg. Tělo je dlouhé a dobře osvalené. Středně dlouhá, jemná a hustá srst s podsadou je jednotně šedá, plemeno díky ní, vyjma stříbřitého tippingu (zbarvení konečků srsti), připomíná ruskou modrou kočku.
Plemeno je hravé, ale zdrženlivé; zatímco se svým majitelem může navázat silná pouta, cizích lidí se obvykle bojí.

## Název
Název nebelung pochází z německého středověkého eposu Píseň o Nibelunzích. Původní německé slovo nibelung bylo zřejmě pro snazší výslovnost v angličtině změněno na nebelung. Tato změna navíc koresponduje s německým nebel znamenající mlha. Celý název v překladu pak zní mlžná bytost a poukazuje na neobvyklou barvu srsti, konkrétně stříbřité znaky na modré srsti.

## Historie
Nebelung je dlouhosrstá varieta ruské modré kočky. Na konci 19. století bylo prý možno na výstavách vidět ruské modré kočky v dlouhosrsté i krátkosrsté variantě, dlouhosrstá varianta však začala pomalu mizet a občasně narozená dlouhosrstá koťata ruských modrých koček byla prodávána jednotlivým zájemcům jako domácí mazlíčci s cílem zachovat ruskou modrou kočku jako krátkosrsté plemeno.
O uznání plemene se v 80. a 90. letech 20. století zasloužila americká chovatelka Cora Cobbová. Prvním registrovaným nebelungem a zakládajícím plemeníkem byl kocour Siegfried, jenž nesl pojmenování po stejnojmenném drakobijci z německého středověkého eposu Píseň o Nibelunzích. Siegfried bylo kotě černé krátkosrsté domácí kočky, kterou vlastnil její syn Karl, a dlouhosrstého kocoura připomínajícího černou angorskou kočku. Šlo o velké kotě s dlouhýma nohama, dlouhým ocasem a středně dlouhou srstí. Siegfried se narodil v srpnu roku 1984 a měl jako jediné kotě z vrhu dlouhou modrou srst, což Cobbovou zaujalo a rozhodla se jej adaptovat. Roku 1986 byl Siegfried spářen se svou modrou dlouhosrstou sestrou z následujícího vrhu, jež dostala jméno Brunhilda (což je islandská královna z téhož díla). Jejich koťata vytvořila základ nového plemene.
Po sepsání plemenného standardu společně s odborníkem z The International Cat Association (TICA), doktorem Solveigem Pfluegerem, byl nebelung touto organizací předběžně uznán v roce 1987. Ke konci 80. let 20. století došlo ve východní Evropě ke znovuobjevení a rozvoji chovu ruských modrých koček, z nichž ty s genem pro dlouhou srst byly používány rovněž k chovu nebelungů. Od roku 1987 začal být nebelung vystavován v kategorii Nová plemena a barvy (NBC) a v květnu roku 1997 mu byl propůjčen titul šampióna. Následně došlo k uznání i ze stran jiných organizací, jako je World Cat Federation. Další velké organizace, jako Fédération Internationale Féline či Cat Fanciers' Association, nicméně plemeno stále neuznávají.
Jedná se o vzácné plemeno, chované především v Rusku a několika dalších zemích Evropy a ve Spojených státech amerických.
Nebelung stál částečně za vznikem plemene chantilly tiffany.

## Popis

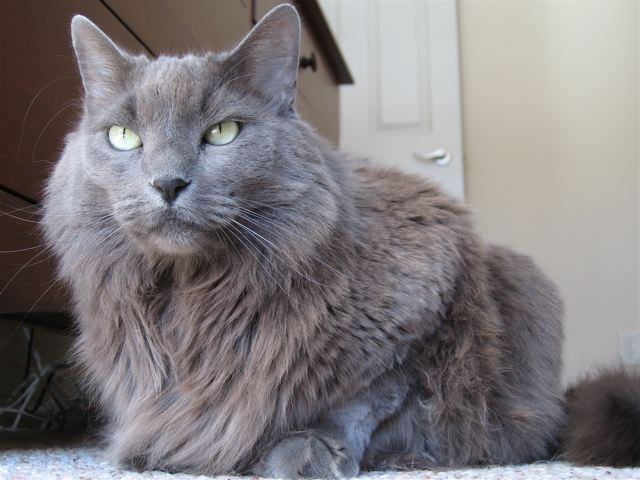
Kocour

Nebelung je plemeno kočky umírněného orientálního typu střední velikosti. Průměrná hmotnost dosahuje 2,25–5 kg, kocouři váží 4–5 kg a kočky 3–4 kg.
Tělo je dobře osvalené a dlouhé, zároveň však štíhlé a lehké, celkově působí elegantním dojmem. Ocas plemene je dlouhý a chlupatý, v případě položení na horní stranu hřbetu by měl nebelungovi dosahovat minimálně k lopatkám. Končetiny jsou dlouhé a štíhlé, osvalené, tlapy mají oválný tvar a mezi prsty vyrůstají chomáčky srsti. Krk je středně dlouhý, kvůli porostu srsti však může působit kratší, než ve skutečnosti je.
Na klínovité hlavě jsou daleko od sebe posazeny široké zaoblené uši, poměrem k hlavě velké. Čelo je ploché, plynule přechází k nosu. Tmavozelené až žlutozelené středně velké oči mandlového tvaru jsou posazeny daleko od sebe. Mladí jedinci mají oči žluté, jejich konečná barva se může vyvíjet až 2 roky.
Srst je středně dlouhá, jemná a hladká, s huňatou podsadou. Délka srsti je u jednotlivých koček odlišná, ale vždy je nejdelší na ocase. Zbarvení je jednotně šedé, díky čemuž plemeno připomíná ruskou modrou kočku, vyjma stříbřitého tippingu (stříbrných konečků srsti). Koťata mohou mít stínovou kresbu. Kocouři mají, na rozdíl od koček, kolem krku „límec”. Pesíky jsou voděodolné, na koncích stříbřité.

### Standard

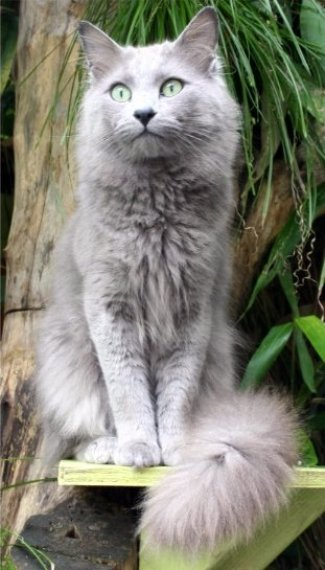
Nebelung, samec

Původně měl pro nebelunga platit stejný standard jako pro ruskou modrou kočku, vyjma dlouhé srsti; avšak TICA došla k závěru, že by se obě plemena měla stavbou těla odlišovat, nebelung by proto měl být větší a standard by se neměl tolik soustředit na barvu očí jako v případě ruské modré. Stavba těla by se měla podobat ruským modrým kočkám dováženým z jejich domoviny na přelomu 19.–20. století.
Dle standardu jsou nepřípustné bílé skvrny, nutností jsou oči s odstíny zelené a klínovitá hlava. Čenich je zbarven antracitově. Srst na ocase musí být delší než na těle. Zbarvení je modré, různé individuální odstíny TICA povoluje. Srst by měla mít málo výrazný stříbrný tipping, není to ale povinností. U kocourů je povolen krční límec, u koček však musí být malý.
Z výstav jsou podle TICY vyřazováni jedinci agresivní, s vadami na ocase, s chybějícími nebo přebývajícími prsty, s malým hrudním košem nebo očními vadami. U samců je navíc nutné, aby měli sestoupená obě varlata. Nebelung by neměl být příliš temperamentní a v případě, že je vystrašen, nesmí reagovat agresivně; jedinci, kteří koušou, jsou diskvalifikováni.
World Cat Federation vyžaduje u nebelunga dobře osvalené tělo s dlouhýma štíhlýma nohama. Lebka má být plochá, čelo by mělo při pohledu z profilu ideálně tvořit jednu třetinu hlavy a nos dvě třetiny. U velkých očí je povinností zelená barva. Nepřípustné jsou oči hluboko posazené, nebo naopak vystupující a šilhavost. Velké uši mají být na konci zašpičatělé. Srst musí být modrá se stříbrným tippingem, na polštářcích levandulová.
Nebelunga je možno v řadě organizací křížit s ruskými modrými kočkami. Výsledek křížení, většinou krátkosrsté kočky nazvané Nebelung-variant, pak již nelze použít k chovu ruských modrých koček, chov s nebelungy je však stále možný.

## Charakter a péče

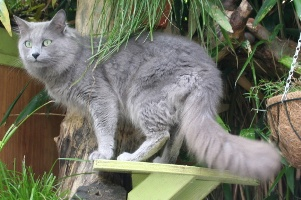
Nebelung

Nebelung je jemné inteligentní plemeno, obvykle také zdrženlivé; vyhýbá se především cizím lidem a dětem. Koťatům trvá delší dobu, než si zvyknou na nový domov a majitele, poté s ním obvykle navazují silná citová pouta, nechávají se často hladit a obvykle i za majitelem neustále chodí. Plemeno je aktivní a často vyhledává hry se svými majiteli. Naopak nebelungy netěší, pokud jsou ignorováni. Často mají velkou chuť k jídlu. Chov plemene je doporučován především zkušeným majitelům koček.
Péče o nebelunga je snadná. Vhodné je pravidelně pročesávat srst, alespoň jednou týdně, avšak není to bezpodmínečně nutné. Dlouhodobější vystavování slunečnímu záření způsobuje hnědnutí modré srsti. Kočka vyžaduje také pravidelné sportovní vyžití. U nových plemen může být vzájemné křížení starších plemen (v případě nebelunga s ruskou modrou kočkou) zdrojem přenosu dědičných chorob původních plemen, u čistokrevných koček navíc hrozí vzhledem k menšímu genofondu větší pravděpodobnost přítomnosti dědičné choroby. U nebelungů nejsou známy žádné pro ně typické dědičné zdravotní problémy, v tomto směru je ale zjištěno jen málo informací.
Dožívá se 15 až 18 let.